# Gare du Grand Tronc (South Paris)
La gare du Grand Tronc est une ancienne gare ferroviaire des États-Unis, située à South Paris dans l'État du Maine.

## Histoire
La station a été construite en 1883 par le chemin de fer du Grand Tronc reliant Mechanic Falls avec Montréal et Portland (Maine). Les trains sont entrés en service régulier entre Portland et le dépôt de South Pris sur le côté de la ligne Paris-ville avec Oxford à la traversée de Veuve Merrill 8 octobre 1849, même si la station a été répertorié comme «North Oxford» dans les horaires. Le premier train dans le village de South Paris était une locomotive d'un entrepreneur appelé Jenny Lind le 1er janvier 1850. Il a roula à travers des ponts temporament en construction jusqu'à l'endroit où la station a été construite, comme un moyen de satisfaire les investisseurs soucieux de Paris Hill pour contrer leur menace de retirer leur soutien et de l'argent s'il n'avait pas un train dans le village appropriée à cette date (une locomotive fonctionnant par lui-même sans wagons était reconnu comme un train). Le pont a Androscoggin a été terminé respectivement le 15 mars 1850, avec le service régulier à Portland à la station à compter de Portland à compter du 18. Le 30 décembre 1879, le chemin de fer Norway Branch Railroad ouvert, allant du village de Norway sur une ligne 1.45 miles de long se connectant avec le chemin de fer du Grand Tronc à South Paris.

## Gallery

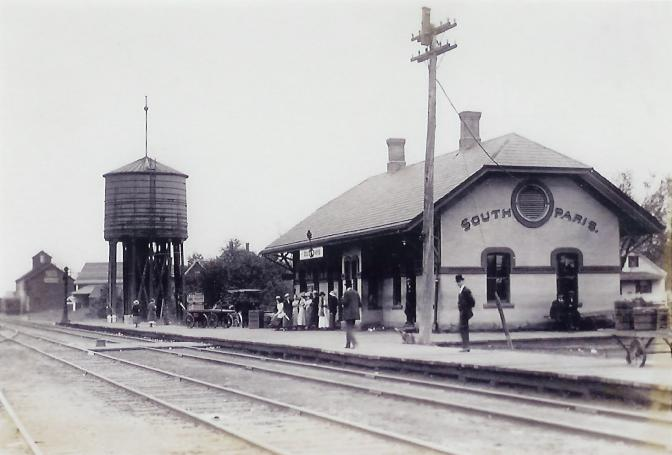
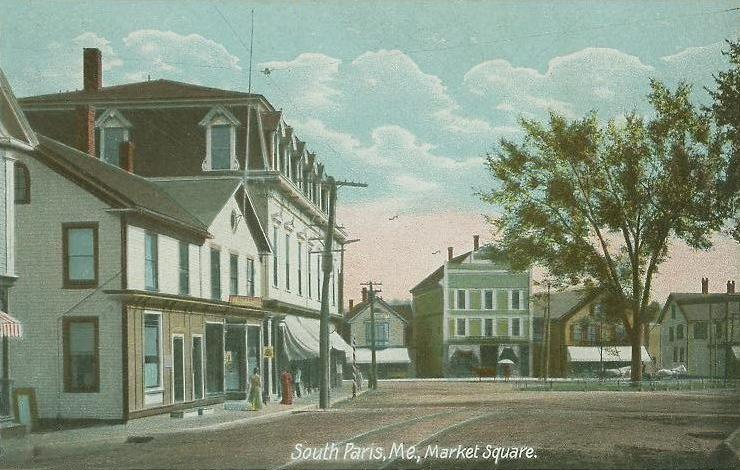